# Rourea cuspidata
Rourea cuspidata là một loài thực vật có hoa trong họ Connaraceae. Loài này được John Gilbert Baker miêu tả khoa học đầu tiên năm 1871 dựa theo mô tả trước đó của George Bentham.

## Phân bố
Loài này có tại Colombia, Venezuela, bắc Brasil.

## Phân loài, thứ
Các thứ dưới đây lấy theo Plants of the World Online.
- Rourea cuspidata var. densiflora (Steyerm.) Forero, 1976 (đồng nghĩa: Rourea densiflora Steyerm., 1938): Peru và bắc Brasil.
- Rourea cuspidata var. multijuga Forero, 1976: Từ nam Venezuela đến bắc Brasil.
- Rourea cuspidata var. pedicellata Baker, 1871: Từ nam Venezuela đến bắc Brasil và Peru.